# Reformierte Kirche Aeugst am Albis

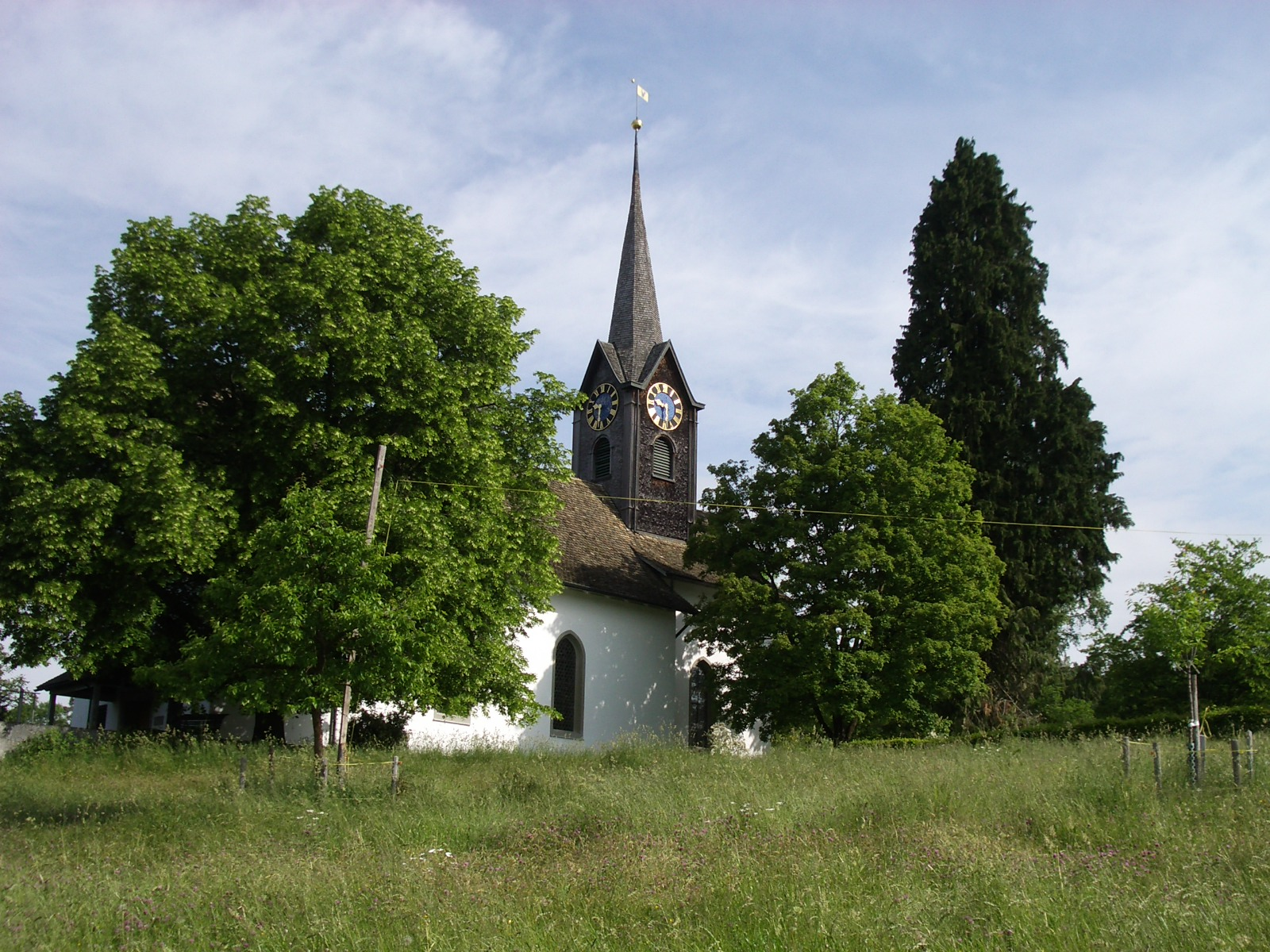
Aeugst am Albis, reformierte Kirche

Die Reformierte Kirche Aeugst am Albis ist die frühbarocke Kirche in der gleichnamigen Gemeinde im Bezirk Affoltern im Kanton Zürich.

## Geschichte
Anfangs des 16. Jahrhunderts wurde in Aeugst erstmals eine Kapelle St. Katharina und St. Georg erwähnt, in der auch eine Glocke hing. An der Stelle der Kapelle wurde 1667 eine reformierte Predigtkirche gebaut. Sie verkürzte den Kirchweg für die Einwohner von Aeugst und Wengi, die zuvor nach Mettmenstetten in den Gottesdienst gingen, und derjenigen der Weiler Aeugstertal und Mülliberg, die zuvor in Stallikon zur Kirche gingen. Weitere Argumente für den Kirchbau war die Stärkung der evangelisch-reformierten Landeskirche in der Region gegenüber den Wiedertäufern und die Abgrenzung gegenüber der nahen katholischen Gebieten der Innerschweiz nach dem Ersten Villmergerkrieg.
Die erste grössere Renovation der Kirche fand 1818 statt. Sie wurde durch Spenden aus der Bevölkerung finanziert. Dabei wurde die hölzerne Decke durch eine Gipsdecke ersetzt.
1930 wurden die bunten Glasfenster Moses und Himmelfahrt vom lokalen Glasmaler Ferdinand Aeberli der Kirche geschenkt. Sie schmückten zusammen mit einem Glasfenster, das Jesus mit einem Lamm darstellte, den Chor der Kirche. Alle Fenster wurden während der Renovation von 1967 durch transparente Fenster ersetzt, um den Innenraum heller zu gestalten, auch das Täfer im Innenraum wurde entfernt. Bei derselben Renovation wurde die Kirche in Richtung Hauptportal um vier Meter verlängert. Im Erdgeschoss entstanden dadurch Nebenräume und im Obergeschoss konnte die Empore rückwärts versetzt und vergrössert werden. Dadurch entstand Platz für eine neue Orgel, die alte wurde an die reformierten Kirchgemeinde in Oberarth (Kanton Schwyz) verkauft, wo sie in der dortigen Kirche weiterverwendet wurde.
Bei einer weiteren Renovation Ende der 1990er-Jahre brachte der Kunstmaler Max Rüedi im Innenraum vorne beim linken Seiteneingang das Wandbild Brennender Dornenbusch an, das in der Bevölkerung kontrovers aufgenommen wird. In der Nähe des Haupteingangs wurde ein Gemeinschaftsgrab für alle Weltreligionen angelegt. Der Orkan Lothar richtete am 26. Dezember 1999 schwere Schäden an der frisch renovierten Kirche an. 2017 wurde das 350-Jahr-Jubiläum der Kirche gefeiert.

## Architektur
Die Kirche ist eine Predigtkirche – eine für reformierte Kirchen typische Bauweise, bei der die Kanzel im Mittelpunkt steht und dekorative Elemente nur spärlich vorhanden sind. Sie bietet 100 bis 120 Personen Platz. Auf der Nordseite des mit Spitzbogenfenstern versehenen Kirchenschiffs steht der Chor mit rechteckigem Grundriss. Darüber steht der als Dachreiter ausgeführte Kirchturm. Sein Schaft ist mit Blechschindeln verkleidet. Er trägt den Glockenstuhl, der in alle vier Richtungen mit Schallfenstern versehen ist. Darüber sind ebenfalls auf allen Seiten des Turms die Zifferblätter der Turmuhr angebracht, die von der Turmuhrenfabrik Mäder aus Andelfingen stammt. Über den Zifferblättern befinden sich Zwerchhäuser des mit Schindeln eingedeckten Turmhelms. Seine Spitze wird von einer Turmkugel mit vergoldeter Wetterfahne gekrönt. Die Fahne wird nicht von dem für Zürcher Kirchen typischen Wetterhahn gebildet, sondern zeigt auf einer Fahne in negativer Form das Motiv eines Eichhörnchens, wie es im Gemeindewappen von Aeugst zu finden ist.

## Orgel
1949 wurde das Harmonium in der Kirche durch eine Kirchenorgel auf der Empore ersetzt. Das Instrument mit 12 Registern stammte von Orgelbau Kuhn. Es wurde 1968 durch eine neue Orgel von Orgelbau Mühleisen (Straßburg) ersetzt. Sie wurde auf Empfehlung von Heinrich Funk, dem damaligen Organisten am Fraumünster in Zürich, beschafft. Christian Stuckert, ein Schüler von Funk, spielte während 55 Jahren das Instrument. Die Disposition der Mühleisen-Orgel (II/P/14) beinhaltet u. a.:
| I Rückpositiv C–g3 |    |
| Rohrgedackt        | 8′ |
| Nachtflöte         | 4′ |
| Superoctave        | 2′ |
| Cornettino III     |    |
| Zimbel III         |    |

| II Hauptwerk C–g3              |    |
| Principal                      | 8′ |
| weitere Register nicht genannt |    |

| Pedal C–f1 |     |
| Subbass    | 16′ |
| …          | 8′  |

- Koppeln: II/I, I/P, II/P
- Traktur: Schleifladen, mechanische Spieltraktur, elektrische Registertraktur

## Geläute
Das ursprüngliche Geläut der Kirche bestand aus zwei Glocken von Hans Füssli aus Zürich. Es wurde 1869 durch Glocken ergänzt, die 1855 für die Stadtkirche Winterthur gegossen worden waren. 1937 wurde es durch vier Glocken von H. Rüetschi aus Aarau ersetzt:
- Tauf- und Jugendglocke (Ton: C; Gewicht: 291 kg)
- Morgenglocke (Ton: B; Gewicht: 439 kg; läutet am Morgen um 7:00)
- Zeitglocke (Ton: As; Gewicht: 587 kg; läutet am Mittag um 11:00)
- Feierglocke (Ton: F; Gewicht: 1014 kg; läutet am Abend um 20:00, im Winter um 17:30)[7]

## Denkmalschutz
Die Kirche wurde 1967 in das Schweizerische Inventar der Kulturgüter aufgenommen und ist seit 1979 unter Denkmalschutz gestellt. Sie trägt zusammen mit dem Pfarrhaus die KGS-Nr. 7384 und gilt als Objekt von kantonaler Bedeutung, während dem Pfarrhaus nur regionale Bedeutung zukommt.